# 즌도코 파라다이스
〈즌도코 파라다이스〉(ズンドコ パラダイス 즌도코 파라다이스[*])는 쟈니즈WEST의 3번째 싱글이다.

## 개요
전작 〈지팡구·오오키니 대작전/꿈을 안고〉로부터 약 4개월 만의 싱글이다.

## 수록곡

### 초회반 A
CD
1. ズンドコ パラダイス / 즌도코 파라다이스
작사·작곡: 이와사키 타카후미 / 편곡: CHOKKAKU
2. SAKURA～旅立ちのうた～ / SAKURA~떠나는 노래~
작사: Shusui / 작곡: Shusui, Matjaz Vlasic, Bostjan Grabnar / 편곡: 후나야마 모토키
3. ズンドコ パラダイス (オリジナル・カラオケ)
4. SAKURA～旅立ちのうた～(オリジナル・カラオケ)

DVD
1. 〈ズンドコ パラダイス〉 Music Clip & Making

### 초회반 B
CD
1. ズンドコ パラダイス / 즌도코 파라다이스
2. SAKURA～旅立ちのうた～ / SAKURA~떠나는 노래~
3. ズンドコ パラダイス (オリジナル・カラオケ)
4. SAKURA～旅立ちのうた～(オリジナル・カラオケ)

DVD
1. 〈쟈니즈WEST 데뷔 기념 이벤트〉 다이제스트

### 통상반
1. ズンドコ パラダイス / 즌도코 파라다이스
2. SAKURA～旅立ちのうた～ / SAKURA~떠나는 노래~
3. 青春ウォーーー!! / 청춘 워~~~!!
작사: Yu Shimoji / 작곡: 카와구치 스스무, MiNE / 편곡: CHOKKAKU
4. Time goes by
작사: 아이묭 / 작곡: Shusui, 카와구치 스스무 / 편곡: ha-j